# 복수혈전 (드라마)
《복수혈전》은 1997년 12월 2일부터 1998년 1월 27일까지 방송되었던 MBC 월화 드라마로 1997년 12월 2일 첫 방송 때 2회 연속 방송·편성되었다.
본 프로그램은 첫 회부터 맥주병을 머리로 내리치는 장면을 그대로 내보내어 방송위원회로부터 경고 조치를 받았으나 1998년 1월 13일 방송 분에서 깡패들 사이의 집단 패싸움을 내보내어 비난이 일기도 했다. 또한 방송개발원은 호텔을 경영하는 내용이지만 막상 경영인의 고뇌 같은 것이 없고 싸움만 벌였다는 평가를 내리기도 했다.

## 등장 인물

### 주요 인물
- 안재욱 : 강준호 역

경이로운 싸움실력이 유일한 재산인 청년으로 주먹싸움에서 만큼은 아무리 난이도가 높아도 패배를 모른다. 어렸을 적 부모가 이혼한 탓에 사실상 고아나 다름없이 버려졌으며 이 때문에 현재 백수건달이다. 우직한 성격을 지녔으며 머리가 잘돌아가는 편은 아니다. 그러나 뚝심으로 밀어붙이는 특유의 천성으로 결국 이춘삼에게 빼앗긴 주몽의 호텔을 되찾게 되며 이민주에게 프로포즈한다.
- 오연수 : 이민주 역

미장원에서 미용사로 일하고 있다. 강준호의 순수함에 반해 강준호와 연인이 된다.
- 김혜수 : 정미경 역

이민주의 친구로 이현수의 애인이다. 권모술수를 부려 이현수에게 접근하여 이현수의 애인이 되는 데 성공하지만 이춘삼, 이현수 부자가 몰락할 때 같이 몰락일로를 걷게 된다.
- 손창민 : 이현수 역

이춘삼의 아들로 이현수가 야비한 술수를 부릴 때 쌍칼파를 매수하여 최상도를 이용하여 주먹으로 아버지를 도와 주몽의 호텔을 강탈하지만 이후 나타난 강준호의 활약으로 호텔도 빼앗기고 빈털터리 신세가 된다.

### 주변 인물
- 임상아 : 지원 역
- 허준호 : 최상도 역

쌍칼파의 두목으로 이현수에게 고용되어 주몽파를 와해시키고 이권다툼을 하게 된다. 이 과정에서 주몽을 기습, 주몽을 칼로 찔러 병원에 입원시킨다. 싸움을 꽤 잘하지만 강준호와 겨루면 100% 확률로 강준호에게 패배한다. 이춘삼 부자가 몰락한 후 자신의 쌍칼파는 와해되었으며 최상도는 횟집에 조리사로 취직하게 된다.
- 주현 : 주몽 역

왕년에 크게 명성을 날리던 조직 폭력배였으나 현재는 늙어서 퇴물이 된 상태이다 그래도 주몽파를 이끌고 있는 실질적 보스이며 개인 소유의 호텔을 갖고 있었지만 이 호텔을 이춘삼의 야비한 술수에 의해 빼앗기는 수모를 당한다. 최상도에게 기습을 당해 중상을 입는 등 인생의 굴곡이 굉장히 심하지만 우연히 만난 강준호의 도움으로 호텔을 되찾게 된다. 이에 주몽은 그 보답으로 강준호와 이민주가 결혼을 할 수 있게 자금을 담당해준다.
- 김청 : 윤 마담 역
- 김병기 : 이춘삼 역

동방파의 두목으로 야비한 술수를 통해 주몽의 소유로 되어있는 호텔을 빼앗는 데에 성공하지만 이후 강준호에 의해 호텔을 다시 빼앗기게 되며 감옥에 갇히게 된다.
- 권해효 : 장동욱 역
- 이계인 : 족제비 역
- 이재포
- 김일우 : 찰리 김 역

### 그 외 인물
- 김정은 : 미란 역
- 김기현 : 모래내 발냄새 역 - 주몽의 동료 폭력배, 현재 포크레인 기사
- 박광남 : 마포 철조망 역
- 정태섭 : 영등포 톱날 역
- 남포동 : 청량리 까치 역
- 전다정 : 헤어 디자이너 역
- 양희경 : 오춘란 역
- 김승욱
- 오세헌
- 이승우
- 김수현
- 홍충민

백죵진 ㅡ 청주농고 말대가리 역
김션근 ㅡ 코주부 역

## 참고 사항
- 안재욱과 주현이 극중 등장할 때는 Gotthard의 〈One life, one soul〉이 흘러나왔고, 안재욱, 오연수가 등장할 때는 루트원 《약속》이 메인 테마곡으로 흘러 나왔다. 참고로, 이 음악은 여기[깨진 링크(과거 내용 찾기)]에서 들을 수 있다.
- 당초 《게임의 조건》이었으나 제목이 추리극 같다는 지적이 나오자 제작진은 코믹풍의 내용에 맞게 《복수혈전》으로 바꿨다.[3]
- 허준호가 맡았던 최상도 역은 당초 정흥채가 낙점됐으나 '임꺽정' 이미지를 탈피하기 위해 새로운 캐릭터를 선택하기 위하여 고사하였다.[4]

## 결방
- 1997년 12월 29일 : 《MBC 코미디대상》 편성으로 결방
- 1997년 12월 30일 : 《MBC 연기대상》 편성으로 결방